# Xã Choctaw, Quận Van Buren, Arkansas
Xã Choctaw (tiếng Anh: Choctaw Township) là một xã thuộc quận Van Buren, tiểu bang Arkansas, Hoa Kỳ. Năm 2010, dân số của xã này là 1.226 người.